# Teodor Rogoziński
Teodor Rogoziński (ur. 22 października 1822 w Ślesinie, zm. 22 lipca 1896 w Krakowie) – polski prezbiter katolicki, uczestnik powstania styczniowego, zesłaniec.
Uczęszczał do szkoły w Wieluniu, następnie studiował w Seminarium Duchownym we Włocławku; tam przyjął święcenia kapłańskie w 1845. Pracował jako wikariusz w Koninie, od 1857 był proboszczem w Tuliszkowie (powiat koniński). W 1862 włączył się aktywnie w przygotowania do powstania, a po jego wybuchu wszedł w skład władz powstańczych powiatu konińskiego. Za ukrywanie powstańców został aresztowany w 1863 i uwięziony w Kaliszu; dopiero śledztwo ujawniło władzom rosyjskim jego prawdziwą znaczącą rolę w powstaniu, m.in. powiązania z Rządem Narodowym i wspieranie naczelnika województwa kaliskiego, Edmunda Taczanowskiego. Został skazany na karę śmierci, od egzekucji uratowała go interwencja biskupa kujawsko-kamieńskiego.
Wyrok zamieniono na dożywotnie zesłanie. Ks. Rogoziński pracował m.in. w kopalniach w Nerczyńsku i warzelniach soli w Usolu; po złagodzeniu wyroku na nakaz osiedlenia zamieszkał w Tomsku, a w 1874 w Galiczu w guberni kostromskiej. Około 1883 usiłował powrócić do Królestwa Polskiego, ale został wydalony po trzech miesiącach. Osiadł wówczas w Krakowie; za pośrednictwem biskupa Albina Dunajewskiego został kapelanem w siedzibie Potockich w Krzeszowicach. Był również wicekustoszem katedralnym (od 1890) i spowiednikiem sióstr dominikanek i wizytek (od 1891). W 1895 uroczyście obchodził jubileusz 50-lecia święceń kapłańskich. Został pochowany na cmentarzu Rakowickim.